# Exechiopsis furiosa
Exechiopsis furiosa är en tvåvingeart som beskrevs av Eberhard Plassmann 1984. Exechiopsis furiosa ingår i släktet Exechiopsis och familjen svampmyggor. Inga underarter finns listade i Catalogue of Life.